# Clarence Gilyard
Pour les articles homonymes, voir Gilyard.
Clarence Gilyard, né le 24 décembre 1955 à Moses Lake (Washington) et mort le 28 novembre 2022 à Las Vegas (Nevada), est un acteur, réalisateur et producteur de cinéma américain. 
Il est surtout connu dans les séries télévisées américaines pour avoir tenu le rôle de l’Officer Benjamin Webster dans Chips (1982-1983), celui de Conrad McMasters dans Matlock (1989-1993) et le Ranger Jessy James Valentin Trivette dans Walker, Texas Ranger (1993-2001).

## Biographie

### Jeunesse
Clarence Darnell Gilyard est né le 24 décembre 1955 à Moses Lake dans l'État de Washington aux États-Unis. 

### Carrière
En 1986, Clarence Gilyard joue le lieutenant Marcus « Sundown » Williams dans le film Top Gun de Tony Scott.
En 1988, il campe le terroriste doué en informatique Theo dans le film Die Hard de John McTiernan.
De 1989 à 1993, il joue le détective privé Conrad McMasters dans 85 épisodes de la série Matlock.
De 1993 à 2001, il seconde Chuck Norris dans la série Walker, Texas Ranger qui le voit incarner le ranger James « Jimmy » Trivette.
En 2006, il devient assistant professor au sein du département théâtre de l'université du Nevada à Las Vegas.

### Mort
Clarence Gilyard meurt le 28 novembre 2022 à 66 ans.

## Filmographie

### Cinéma
- 1986 : Top Gun : Sundown
- 1986 : Karaté Kid: Le Moment de vérité 2 (The Karate Kid, Part II) : un G.I.
- 1987 : Off the Mark : James B. White
- 1988 : Piège de cristal (Die Hard) : Theo
- 1994 : Walker Texas Ranger 3: Deadly Reunion : Ranger James Trivette
- 2000 : Left Behind : Bruce Barnes
- 2002 : Left Behind II: Tribulation Force : pasteur Bruce Barnes
- 2012 : Little Monsters : Ben Foreman
- 2013 : Chasing Shakepeare : Jeremiah Ward
- 2014 : A Matter of Faith : professeur Portland
- 2015 : The Track : un psychiatre
- 2016 : Rabbit Days : Auguste Porter
- 2016 : The Sector : Reverend Raines
- 2019 : The Perfect Race : coach Michaels
- 2020 : DieHard is Back (court métrage) : Theo
- 2021 : Legacy of a Spy (court métrage) : Bill Pope

### Télévision
- 1981 : Arnold et Willy (Diff'rent Strokes) (série TV) : l'étudiant / Frank Simpson
- 1982 - 1983 : Chips (série TV) : officier Benjamin Webster
- 1983 : The Kid with the 200 I.Q. (téléfilm)
- 1984 : Things Are Looking Up (téléfilm) : Clement McCallister
- 1984 : The Duck Factory (série TV) : Roland Culp
- 1984 : Riptide (série TV) : William Collins
- 1985 : Solomon's Universe (téléfilm) : Casey
- 1986 : Simon et Simon (série TV) : Wally Stokes
- 1987 : 227 (série TV) : Harold Bailey
- 1987 : Drôle de vie (The Facts of Life) (série TV) : Matt
- 1989 : L.A. Takedown (téléfilm) : Mustafa Jackson
- 1989 - 1993 : Matlock (série TV) : Conrad McMasters
- 1990 : Le Grand Tremblement de terre de Los Angeles (The Big One: The Great Los Angeles Earthquake) (téléfilm) : Roy Bryant
- 1993 - 2001 : Walker, Texas Ranger (série TV) : Ranger James Trivette
- 1997 : Orange Bowl Parade (téléfilm) : lui-même
- 1999 : Le Successeur (Sons of Thunder) (série TV) : Ranger James Trivette
- 2005 : Walker, Texas Ranger : La Machination (Walker, Texas Ranger: Trial by Fire) (téléfilm) : Ranger James Trivette
- 2017 : Un Noël de roman (Christmas on the Coast) (téléfilm) : Fletcher Reese

### comme producteur
- 1999 : Boondoggle